# Serica boops
Serica boops är en skalbaggsart som beskrevs av Waterhouse 1875. Serica boops ingår i släktet Serica och familjen Melolonthidae. Inga underarter finns listade i Catalogue of Life.